# Licea clarkii
Licea clarkii ist ein Schleimpilz aus der Familie Liceidae. Er ist aus Europa und Südamerika nachgewiesen.

## Merkmale
Das Plasmodium ist unbekannt. Die zerstreut stehenden, orange-braunen Sporokarpien sind ungestielt. Sie können flachgedrückt erscheinen mit einem Durchmesser von 0,2 Millimeter oder länglich-elliptisch, dann 0,3 bis 0,35 Millimeter lang und 0,2 Millimeter breit, sie werden 0,15 Millimeter hoch.
Die dünne und blass orange-braune Peridie ist häufig dicht mit gelben Schuppen oder Körnern bedeckt. Die Dehiszenzlinie ist kreisrund, aber verwachsen, so dass die obere Hälfte des Sporangiums aufklappt und die untere, kelchförmige freigibt, in der sich die Sporen befinden.

Die Sporen sind als Sporenmasse dunkelbraun bis schwarz, im Durchlicht graugelb. Sie sind glatt bis netzförmig sehr fein warzig und weisen einen Durchmesser von 12 bis 16 Mikrometer auf.

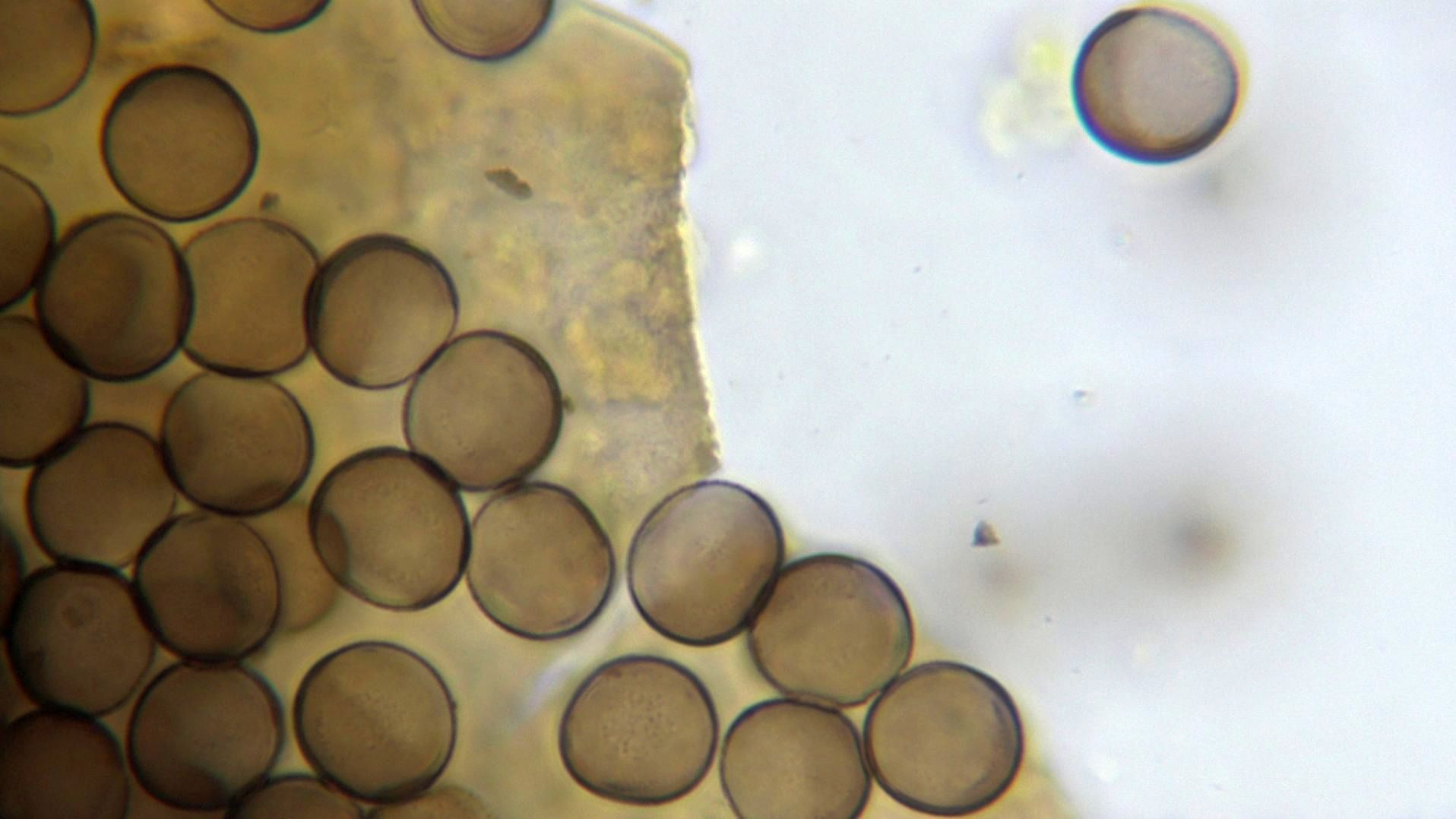
Sporen

## Verbreitung und Ökologie
Der Schleimpilz findet sich in Europa auf abgestorbenen Rubus-Ranken sowie Weidenröschen, tropisch auf Lianen. Die Art ist nachgewiesen aus Deutschland, Großbritannien, Irland, Litauen und Polen, außerhalb Europas aus Brasilien. Ein scheinbarer Fund aus Hawaii wurde später als Licea rufocuprea identifiziert.

## Systematik und Forschungsgeschichte
Die Art wurde 1982 von Bruce Ing anhand mehrerer Funde auf abgestorbenen Rubus-Ranken in Großbritannien erstbeschrieben.